# Pulsen (fundering)
Pulsen is een renovatie-methode waarbij onder een bestaande opstal met verrotte houten heipalen nieuwe betonnen heipalen worden gegoten, zodat het pand niet hoeft te worden gesloopt.
Alleen de begane grond-verdieping moet van binnen vrij worden gemaakt voor het pulsen met een kleine pulsmachine. Een ijzeren koker wordt zo per meter met een flink gewicht de grond in geduwd of getrild. Vervolgens wordt een volgend stuk cilinder op het gepulste ijzeren deel vast gelast en ook gepulst. Zo kan stap voor stap in een kleine lage ruimte onder het pand een (tijdelijke) ijzeren cilinder in de grond worden gepulsd van maximaal 16 meter. De zo ontstane lange lege cilinder wordt vervolgens volgegoten met vloeibaar beton. Na het drogen daarvan, kunnen de oude muren van het pand (die tijdelijk zijn ondersteund) op de nieuw-ontstane fundering worden bevestigd, door ze voorzichtig enkele millimeters te laten zakken.